# William Henry Nicholls
William Henry Nicholls, também conhecido como Will Nicholls, (1885, Ballarat, Vitória - 1951, Footscray), foi um orquidólogo australiano, filho de Charles Thomas Nicholls, professor escolar, e Sarah Jane Kift.
Até o final da década de 1039, Nicholls esteve no exército, depois trabalhou como encadernador. Nesta época passou a trabalhar como propagador de classificador de plantas no Footscray Municipal Gardens.
Na juventude explorou de bicicleta boa parte do estado australiano de Vitória e seus artigos contando dessas viagens foram publicados no Melbourne Herald e Australasian.
Era um bom desenhista e fotógrafo especializado em flores selvagens. Muitas de suas fotos apareceram em Wild Life e The Sun Nature Book em 1930s. Após 1920 ficou obcecado por orquídeas nativas, sem dúvida estimulado por Edward Pescott e Edith Coleman. o Victorian Naturalist publicou quase 100 artigos com novas espécies descritas por Nicchols.
O livro Orchids of Australia publicado e 1969 reúne boa parte de seu trabalho e por muitos anos foi considerado o trabalho definitivo sobre a flora orquidácea do continente. Após sua morte, sua coleção de cerca de 5000 espécimes foi doada ao National Herbarium, Melbourne.